# Jean Nicolas Houchard
Jean Nicolas Houchard, né le 24 janvier 1738 à Forbach et guillotiné le 17 novembre 1793 à Paris, est un général de division de la Révolution française.

## Carrière militaire sous l'Ancien Régime
Jean Nicolas Houchard débute le 4 novembre 1755, sa carrière militaire au Régiment de Royal-Allemand. Mais c'est dans le régiment de Bourbon-Dragons, avec lequel il combat en Corse, qu'il devient capitaine. C'est dans l'Ile de Beauté à Ponte-Novo qu'il est blessé à la joue par un coup de sabre au cours du combat contre les insurgés corses commandés par Pascal Paoli. Il est fait chevalier de Saint-Louis le 19 août 1781.

## Général de la Révolution
En 1792, lors du siège de Mayence, il est colonel d'un régiment de chasseurs à cheval dans l'armée de Custine, puis est nommé commandant en chef de l'armée de la Moselle le 11 avril 1793.

### À l'armée du Nord
Houchard remplace ensuite le général Custine qui vient d'être destitué et guillotiné et son successeur le général Jennings de Kilmaine, commandant provisoire du 4 juillet au 4 août. Le 11 août 1793, il prend ainsi le commandement suprême de l'armée du Nord.
Le 24 août 1793 les Britanniques de Frederick, duc d'York et Albany se joignent aux coalisés et marchent vers la France par le nord. C'est avec une armée britanno-hanovrienne d'environ 40 000 hommes qu'ils assiègent la ville de Dunkerque. Cette armée est protégée à l'est par deux corps commandés par le maréchal Freytag (16 000 hommes) à Oost-Cappel et par le Prince d'Orange à Menin. Dunkerque est défendue par le général Souham.
Le député Carnot charge le général Houchard de délivrer la ville. Pour cela celui-ci reçoit 15 000 hommes supplémentaires de l’armée du Rhin et ainsi, à la tête de 40 000 hommes, s'avance vers Dunkerque et Hondschoote.

### Bataille de Hondschoote
Le 8 septembre, aidé de Collot, Jourdan, Vandamme et du représentant en mission Levasseur, il remporte la bataille de Hondschoote. Au début de la bataille une colonne britannique arrive sur les Français, mais elle est mise en déroute par la cavalerie que Houchard guide en personne.
Les Français passent ensuite à l’offensive, la bataille se déroule surtout au corps à corps, deux régiments britanniques sont d'abord hachés et exterminés à la baïonnette, puis les colonnes françaises marchent sur Hondschoote où sont retranchés les corps d'armées britanniques. Le général Leclaire attaque de flanc et emporte après deux assauts les premières redoutes de la ville en infligeant de lourdes pertes à l'ennemi.
Jourdan et Vandamme parachèvent la victoire en prenant les redoutes du centre et le village d’Hondschoote à la baïonnette. Les soldats français expulsent les mercenaires Hanovriens du village. L’armée britannique est en déroute, elle n’est ralliée qu’à 10 km du champ de bataille par le général allemand Walmoden qui remplace le maréchal Freytag blessé.
Les Hanovriens se replient alors vers Furnes et le duc d’York, qui assiste à la bataille, s’empresse de rejoindre Dunkerque et d’en lever le siège : la ville est sauvée.
Houchard commet alors l'erreur de ne pas poursuivre l’armée britannique. Il attaque les Hollandais dans la ville frontalière de Menin, il les repousse mais ses soldats sont épuisés et il décide de les laisser se reposer.

## Procès

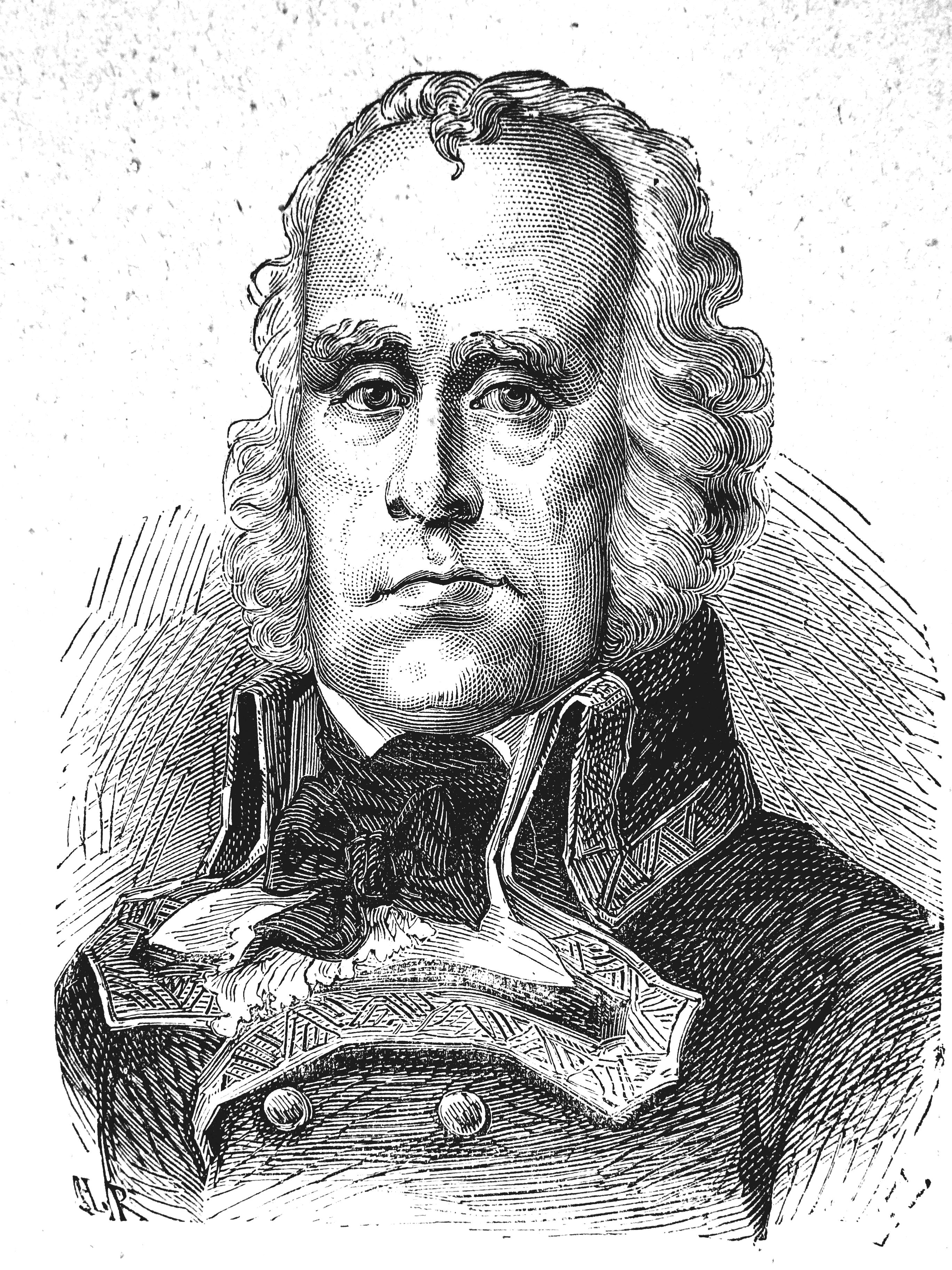
Jean Nicolas Houchard.

Accusé de ne pas avoir tiré parti de la victoire de Hondschoote, il est destitué et arrêté à Lille le 24 septembre 1793 par le député Nicolas Hentz. Il est convoqué par le tribunal révolutionnaire pour répondre de ses actes. C'est le commissaire du peuple René-François Dumas qui préside le procès le 15 novembre 1793.
Jacques Claude Beugnot, arrêté le 9 octobre de la même année, assiste au procès, et dira ceci dans ses mémoires :

« Immédiatement après Bailly, on traîna sur le même théâtre le général Houchard. Il était difficile de placer le soupçon de l'intrigue ou de la trahison sur la figure de ce vieux guerrier. Houchard avait six pieds de haut, la démarche sauvage, le regarde terrible. Un coup de feu avait déplacé sa bouche et l'avait renvoyée vers son oreille gauche. Sa lèvre supérieure avait été partagée en deux par un coup de sabre, qui avait encore offensé le nez, et deux autres coups de sabre sillonnaient sa joue droite de deux lignes parallèles. Le reste du corps n'était pas mieux ménagé que la tête. Sa poitrine était découpée de cicatrices. Il semblait que la victoire s'était jouée en le mutilant. Il parlait un jargon barbare, moitié allemand, moitié français, que sa difficulté de prononcer rendait plus raboteux encore. [...] Après le protocole d'usage sur la complicité avec ceux qui attentaient à la liberté, à la souveraineté du peuple, à l'unité et à l’indivisibilité de la république, on l'accusait « de n'avoir pas assez tué d'Anglais ; » ce sont les termes. [...]
Houchard monta au tribunal muni de la pièce d'écriture d'Osselin, et assisté d'un défenseur officieux, ci-devant clerc de procureur, qui, ne connaissant de l'art de la guerre que les combats de ruelles de Paris, allait justifier les campagnes du général en chef de la république devant une bande de savetiers ivres, présidés par un moine.  [...] On devine quel fut le sort du général : il était décidé d'avance ; mais ce à quoi il ne s'attendait pas, ce à quoi personne ne pouvait s'attendre, c'est que le moine Dumas osa reprocher à Houchard d'être un lâche. À ce mot, qui commençait le supplice du vieux guerrier, il déchira ses vêtements et s'écria, en présentant sa poitrine couverte de cicatrices : « Citoyens jurés, lisez ma réponse, c'est là qu'elle est écrite. » [...] Il n'avait plus qu'un sentiment dans le cœur, celui du désespoir, et qu'un mot à la bouche, et qu'il répéta jusqu'à l'échafaud : « Le misérable, il m'a traité de lâche ! » et lorsqu'en descendant on lui demanda quelle était l'issue de son affaire, il répondait « Il m'a traité de lâche ! » et ne se souvenait plus du reste. »

Houchard fut guillotiné le 25 novembre 1793 (26 brumaire an II).

## États de service
- 1755 : Engagement dans le régiment Royal-Allemand
- 1760 : Sous-lieutenant
- 1770 : Lieutenant
- 1776 : Premier lieutenant au Régiment Royal-Bourbon
- 1779 : Capitaine
- 1792 : Colonel du 2e régiment de chasseurs à cheval
- 1er décembre 1792 : Général de brigade
- 8 mai 1793 : Général de division

## Mémoire
- Son nom apparaît désormais sur la troisième colonne de l'Arc de triomphe à Paris
- Dans sa ville natale, Forbach, une rue porte son nom (rue du Général Houchard)
- Dans une ville voisine, Rosbruck, une rue porte également son nom (rue Houchard) ainsi qu'une rue à Sarreguemines (rue du Général Houchard)
- À Tourcoing (Nord), une rue porte également son nom
- À Dunkerque (Nord), une rue porte son nom.